# Ryan Stanton
Ryan Stanton, född 20 juli 1989, är en kanadensisk professionell ishockeyspelare som spelar för Washington Capitals i NHL. Han har tidigare representerat Chicago Blackhawks och  Vancouver Canucks.
Han blev aldrig draftad av något lag.